# بنك التضامن
بنك التضامن هو بنك يمني تأسس عام 1996 ويقع مقره في العاصمة صنعاء.

## نبذة
بنك التضامن شركة مساهمة يمنية، تقدم خدمات وأنشطة مصرفية واستثمارية متكاملة محلياً وخارجياً, من خلال آليات وبرامج عمل متطورة، ومنضبطة بالمعايير المصرفية الإسلامية، يديرها كادر مهني ذو كفاءة عالية والتزام، بهدف تحقيق أفضل عائد للمساهمين والمودعين، وخدمات متميزة للعملاء، والمساهمة في التنمية الاقتصادية والاجتماعية.

## تاريخ البنك
تأسس البنك وفقاً لقانون المصارف الإسلامية في الجمهورية اليمنية، في العام 1996م، ويمارس أعماله المصرفية والاستثمارية المختلفة حسب الأعراف والقواعد المصرفية المتعارف عليها طبقاً للقوانين النافذة، وبما لا يتعارض مع أحكام الشريعة الإسلامية.

## بنك التضامن الإسلامي الدولي في الوقت الحاضر
يدير البنك أصولاً بقيمة (500) مليار ريال يمنيٍ, بما يعادل (2,314) مليار دولار أمريكي، ويبلغ رأس ماله (20) مليار ريال يمني، بما يعادل ( 93 ) مليون دولار أمريكي. 
يتمتع بنك التضامن الإسلامي الدولي بخبرة تمتد لأكثر من (17) سنة، ويعمل فيه أكثر من (786) موظفاً وموظفة، ويضع حلولاً مصرفية شاملة، متوافقة مع أحكام الشريعة الإسلامية.
وقد أكد رئيس مجلس إدارة بنك التضامن الإسلامي الدولي أن البنك حقق نجاحا كبيرا في عمله المصرفي خلال العام المالي 2012 واستطاع أن يحقق نتائج طيبة أفضل من منافسيه رغم الظروف الغير طبيعية التي تمر بها بلادنا وهذا ناجم عن دعم المساهمين والعملاء ثم نتيجة لجهود ومثابرة كادره الوظيفي المتميز.  
يعمل البنك باستمرار على تطوير منتجاته وخدماته المصرفية عبر كادره المتخصص دون المساس بالمضمون والمتطلبات الراسخة والقيم الأخلاقية الإسلامية الرفيعة التي تأسس عليها، فهو يلعب دوراً رئيسياً وأساسياً في سد الفجوة بين المتطلبات المصرفية الحديثة، والقيم الجوهرية للشريعة الإسلامية، مشكلا ًمعايير صناعية وتنموية يُقتَدَى بها. ويركز البنك على بنية عمله الأساسية وجوهر تخصصه كبنكٍ إسلاميٍ رائد، وإبراز توجهه وجهوده للتوسع والانتشار في الأسواق المالية الدولية، والمساهمة الفعالة في الاقتصاد الوطني. 
كما تصَّدر بنك التضامن الإسلامي الدولي القطاع المصرفي المحلي والدور التنموي في البلاد وسجل صفحات مشرقة، منحته ثقة عملائه والعزم على مواصلة النجاح في أفاق أوسع وميادين جديدة .ولقد جسد بنك التضامن الإسلامي الدولي من خلال تقديمه لتجربة ناجحة قدرة العمل المصرفي الإسلامي على توفير منظومة واسعة من الخدمات المصرفية والصيغ الاستثمارية التنافسية في ظل التزام كلي بأحكام الشريعة الإسلامية.

## موقع البنك
بنك التضامن  مقره (صنعاء -الجمهورية اليمنية)، ويضم شبكة واسعة تتضمن (24) فرعاً، منتشرة في عموم أرجاء محافظات الجمهورية اليمنية، وأكثر من (120) جهاز صراف آلي.

## وصلات خارجية
1. التضامن العقارية.
2.التضامن للتمويل الأصغر.
3. التضامن كابيتل.

## وصلاة خارجية
موقع بنك التضامن